# 滨海坎皮利亚
滨海坎皮利亚（義大利語：Campiglia Marittima）是意大利托斯卡纳大区利佛诺省的一个市镇。总面积83平方公里，人口13204人，人口密度159.1人/平方公里（2009年）。ISTAT代码为049002。